# Ponitz
Ponitz là một đô thị thuộc huyện Altenburger Land, trong bang Thüringen, Đức. Đô thị Ponitz có diện tích 17,04 km².